# Görög Imre (nevelőintézet-tulajdonos)
Görög Imre (Nagyvárad, 1818 körül – Budapest, 1881. június 24.) magán elemi tan- és nevelő-intézet tulajdonos.

## Élete
Kossuth Lajos házánál nevelő volt, első lévén fiai oktatói közt. Kossuth titkáraként is szolgált, amiért 1849-ben halálra ítélték, de kegyelem útján az ítéletet 15 évi fogságra változtatták melyből 10 évet letöltött. Egyike volt azoknak, akik a legtovább szenvedtek és csak 1859-ben szabadult ki Theresienstadtból, ahol szívbajt kapott.
1840 előtt az első volt, aki a kisdedóvás eszméjét nálunk felkarolta és kiszabadulása után Pesten kisdedóvót nyitott. Az országos tanáregyletnek alapító tagja volt. Meghalt 1881. június 24-én fél 4 órakor Budapesten 63 éves korában. Örök nyugalomra helyezték 1881. június 26-án délután a Kerepesi úti temetőben.
Első felesége Andásy Antónia volt, akitől megözvegyült. 1874. november 19-én Budapesten, a szentistvánvárosi templomban feleségül vette Wurst Anna 36 éves inzersdorfi születésű hajadont, akivel haláláig élt házasságban.

## Munkái
- A nevelésről Pest, 1863. (Programmja.)
- Szemléleti nyelvtan. Magyar, német, franczia és angol gyermekek számára. Pest, 1866.